# Out of bounds
Out of bounds – pojęcie w futbolu amerykańskim określające każde miejsce poza boiskiem, tzn. znajdujące się poza liniami bocznymi (sidelines) i końcowymi (end lines) lub dotykające te linie.
W NFL, zegar zatrzymuje się, gdy piłka lub niosący piłkę gracz wychodzi poza boisko. Zespoły które chcą zatrzymać zegar bez wyczerpania timeoutów, celowo starają się wynieść piłkę poza linie boczne lub końcowe.
Linie końcowe (end lines) to linie wzdłuż krótszych boków boiska. Linie końcowe stanowią krańce boiska za polami punktowymi po obu jego końcach.

Linie boczne (sidelines) to linie wzdłuż dłuższych boków boiska. Zawodnik, który przekracza linię boczną, tzn. stawia nogę za ziemi za tą linią, wychodzi poza boisko. Wzdłuż linii bocznych, po przeciwnych stronach boiska, ustawiają się zawodnicy nieuczestniczący w grze oraz trenerzy obu drużyn.